# Зайцев, Иван Матвеевич
Ива́н Матве́евич За́йцев (1 [13] сентября 1879 — 22 ноября 1934) — оренбургский казак, генерал-майор (1919), участник Первой мировой войны, Командир 4-го Исетско-Ставропольского полка Оренбургского казачьего войска и командующий русскими войсками в Хиве, комиссар Временного правительства в Хивинских владениях, исполняющий обязанности начальника штаба ТВО, участник Гражданской войны на стороне Белого движения.

## Биография
Иван Матвеевич Зайцев родился в сентябре 1879 года (по другим данным — 21 сентября 1877 года) в станице Карагайская 2-го (Верхнеуральского) военного отдела (Оренбургское казачье войско), в семье сельского учителя. В 1894 году окончил четырёхклассное городское училище в Верхнеуральске и стал станичным учителем Фоминской соединённой казачьей школы.
В 1895 году сдал экзамен на вольноопределяющегося второго разряда и через год, 1 сентября 1896 года, был зачислен юнкером в Оренбургское казачье юнкерское училище. В училище заведовал цейхгаузом. Окончил училище в 1898 году, первым в своём выпуске, за что был удостоен премии князя Е. М. Романовского герцога Лейхтенбергского в размере 100 рублей. По окончании училища произведён в чин подхорунжего и получил назначение во 2-й Оренбургский казачий воеводы Нагого полк, расквартированный в Варшаве. Прослужив в этом полку более полутора лет, в чине хорунжего получил назначение в Гельсингфорс и проходил службу в Отдельном Оренбургском казачьем дивизионе.
В 1906 году в чине сотника успешно сдал вступительные экзамены и поступил в Николаевскую академию Генерального штаба. Одновременно с ним, но на курс старше, в Академии учились и его будущие сослуживцы: будущий Войсковой атаман Оренбургского казачьего войска А. И. Дутов, будущий начальник штаба Южной армии И. В. Тонких и будущий начальник снабжения Южной армии С. А. Щепихин. Окончил Академию по второму разряду и не был причислен к Генеральному штабу. Сдал дополнительные экзамены при Академии на право преподавания военной администрации и геодезии в военных училищах и, вернувшись летом 1909 года в родные края, поступил на службу офицером-воспитателем в Оренбургский Неплюевский кадетский корпус, к началу Первой мировой войны — в чине подполковника.

### Участие в Первой мировой войне
На фронт Первой мировой войны подполковник И. М. Зайцев ушёл добровольно, испросив разрешение императора Николая II и получив Высочайшее разрешение, хотя, будучи офицером-воспитателем Оренбургского Неплюевского кадетского корпуса, служить на фронте не был обязан. Был назначен в штат 1-го Оренбургского казачьего Его Императорского Высочества Наследника Цесаревича полка.
За годы Великой войны служил старшим штаб-офицером полка, помощником командира полка по строевой части, затем — временно командующим 7-м Донским казачьим полком, первым помощником командира 11-го Оренбургского казачьего полка, председателем полкового суда в 12-м Оренбургском казачьем полку. Был контужен. За период войны был награждён Орденом Святого Георгия 4 ст., Георгиевским оружием, орденом Святого Станислава 2-й степени с мечами, орденом Святой Анны 2-й степени с мечами, орденом Святого Владимира 4-й степени с мечами и бантом. Окончание Первой мировой войны встретил командиром полка в звании полковника.

### Служба в Туркестане и участие вТВО
С июля 1917 года — командир 4-го Исетско-Ставропольского полка Оренбургского казачьего войска, а также командующий русскими войсками в Хиве и комиссар Временного правительства в Хивинских владениях.
Со своим полком участвовал в боевых действиях на территории Персии, в сентябре 1917 года усмирял отряды Джунаид-хана. Здесь Зайцеву представился случай проявить свои дипломатические способности: Джунаид-хан из врага сделался союзником — и помог привести к покорности повстанческие отряды приаральских туркмен. Деятельно поддержали комиссара Зайцева так называемые «аральские уральцы» — ссыльные казаки-староверы. Из их числа были сформированы конные команды Амударьинского казачьего войска, которые участвовали в борьбе с бандитизмом.
В октябре 1917 года И. М. Зайцев выступил против захвата власти большевиками. В январе 1918 года во главе своего отряда, состоявшего из семи сотен казаков (шестисотенный 4-й Исетско-Ставропольский казачий полк и сотня уральцев), вышел из Хивы на город Чарджуй. Отряд Зайцева занял город, арестовал членов местного совета рабочих и солдатских депутатов и членов ревкома и передал управление городом органу Временного правительства. В Чарджуе полковник Зайцев встретился с министрами Временного правительства Кокандской автономии М. Чокаевым и У. Ходжаевым для заключения соглашения о совместной борьбе с красными отрядами. Соглашение предусматривало совместное выступление против большевиков. Тогда же в город по железной дороге прибыл ещё один казачий отряд (семь сотен оренбургских, семиреченских и сибирских казаков).
Из Чарджуя, оставив в городе гарнизон, Зайцев со своим отрядом выдвинулся на Самарканд с тем, чтобы далее идти на Ташкент. Отдельно двигался второй казачий отряд. В Самарканде Зайцев надеялся использовать для борьбы с Советской властью казачьи части, возвращавшиеся из Персии, где в период Первой мировой войны участвовали в военных действиях под командованием генерала Н. Н. Баратова. В Туркестане, под влиянием агитации офицеров, казаки отказались сдавать оружие.
После получения известия о наступлении отрядов Зайцева на Ташкент революционное правительство в Ташкенте и Совнарком Туркестанского края потребовали от верных красных частей остановить войска Зайцева, а демобилизованным казачьим частям было предложено разоружиться. Среднеазиатская железная дорога была объявлена на осадном положении. В общей сложности на борьбу с Зайцевым было брошено до 3000 штыков и сабель. Красногвардейский отряд, вышедший из Ташкента, возглавил председатель правительства Туркреспублики Ф. И. Колесов.
Отряду Зайцева удалось занять город Самарканд. Гарнизон самаркандской крепости, в которой дислоцировался 7-й Сибирский запасной полк, объявил нейтралитет и на гарнизонном митинге постановил пропустить казаков по направлению к Ташкенту. 13 февраля эшелон Колесова прибыл из Ташкента в Самарканд, преградив тем самым путь казачьим частям. К этому времени на новом митинге в самаркандской крепости гарнизон под влиянием агитации большевиков (Степан Чечевичкин, Стефанюк, Галимханов) постановил выполнять все приказы Туркестанского правительства. В город были высланы патрули. Одновременно шла агитация среди рядовых казаков Зайцевского отряда. После известия о последнем митинге в гарнизоне Колесов решился на активные действия. С боем была занята станция Ростовцево под Самаркандом, находившиеся там эшелоны отрядов Зайцева отошли к Самарканду. После прихода подкрепления из Ташкента красногвардейцы заняли Самарканд. Боестолкновений между казаками отрядов Зайцева и красногвардейцами больше не было. Казаки под влиянием первых боестолкновений и агитации согласились разоружиться и выдать организаторов выступления, в том числе и Зайцева. Казакам были оставлены личные лошади и снаряжение. В качестве трофеев красногвардейцы захватили несколько пушек, десятки пулемётов, винтовки, боеприпасы, артиллерийских и офицерских лошадей, повозки.
Значительную роль в этих событиях сыграл командир красногвардейских отрядов прапорщик К. П. Осипов, которой после этого стал военным министром Туркестанской республики.
Узнав о таком решении комитета, полковник Зайцев был вынужден бежать, однако уже через пять дней был обнаружен в Асхабаде и арестован. 8 (21) февраля 1918 года революционный суд приговорил его к расстрелу, но расстрел был заменён десятью годами одиночного заключения в Ташкентской крепости, куда его посадили 13 (26) февраля. Из крепости Зайцев бежал через четыре с половиной месяца — 1 июля 1918 г. Побег был организован при помощи Туркестанской военной организации (ТВО), у которой, по словам самого Зайцева, «были везде связи и свои люди». Кстати, ТВО позаботилась и о супруге Зайцева, отправив её в день побега мужа в Чимкент с надёжным проводником. Оказавшись на свободе, Зайцев сразу же вошёл в состав этой подпольной офицерской организации в качестве исполняющего обязанности начальника штаба. После разгрома органами ТуркЧК основных структур ТВО Зайцев при попытке пробраться к атаману Дутову был арестован, но не опознан, и 24 декабря 1918 года освобождён под надзор милиции.
В апреле 1919 года под видом простого рабочего перешёл линию оренбургского фронта в районе Бохачево и вышел в район расположения Отдельной Оренбургской армии генерал-лейтенанта А. И. Дутова. Вскоре стал начальником штаба Оренбургского военного округа, затем — исполняющим обязанности начальника штаба атамана Дутова, с октября 1919 года — начальником штаба Оренбургской армии Дутова. Приказом Верховного Правителя и Верховного Главнокомандующего адмирала А. В. Колчака от 20 сентября 1919 года произведён в чин генерал-майора.
6 января 1920 года после поражения в боях с Красной Армией Оренбургская армия Дутова была официально расформирована. В начале февраля 1920 года И. М. Зайцев был направлен в Китай в качестве полномочного представителя Дутова в Пекине и Шанхае.

### Советский период жизни
В конце 1923 года И. М. Зайцев получил персональную амнистию от советского правительства и в начале 1924 года вернулся в Россию, прибыл в Москву и был зачислен в резерв высшего командного состава Красной Армии. Через некоторое время стал начальником штаба стрелковой дивизии. В конце сентября 1924 года он был уволен «в бессрочный отпуск с должности начальника штаба» стрелковой дивизии.
28 октября 1924 года И. М. Зайцев был арестован ОГПУ и 7 месяцев провёл в Бутырской тюрьме. 2 января 1925 года постановлением Особого Совещания при Коллегии ОГПУ он получил 3 года лагерей. В июне 1925 года он был отправлен этапом на Соловки и 16 июня прибыл в Кемский пересыльный пункт, а затем 18 июня с группой заключённых отправлен на Большой Соловецкий остров. Здесь он начал работать лесокультурным надзирателем в лесничестве при проведении лесоочистительных работ, впоследствии работал на разгрузке ледоколов в Белом море, вахтенным на Соловецком Маяке, а также попал на «общие работы» за отказ от предложения руководства лагеря написать заметку о гражданской войне для журнала «Соловецкие острова». В сентябре 1926 года он сначала попал в карцер, а затем на три месяца в штрафной изолятор. Он один из немногих выживших очевидцев, кто побывал на «Секирке» — в штрафном изоляторе в храме на Секирной горе.
В апреле 1926 года в № 4 и № 5 журнала «Соловецкие острова» (ежемесячный журнал ОГПУ) были опубликованы отрывки из воспоминаний Зайцева «Из недавно пережитого».
3 февраля 1928 года после отбытия срока основного наказания И. М. Зайцев был отправлен в ссылку в Коми на 3 года.
3 августа 1928 года он бежал из-под надзора ГПУ с пересылочного пункта г. Усть-Сысольск и боле семи месяцев скитался по стране.
17 сентября 1928 года И. М. Зайцев по поддельным документам землемера П. Н. Голубева устроился на службу в окружное земельное управление Амурского округа.
26 февраля 1929 года он перешёл в районе ж/д станции Поярково советско-китайскую границу и приехал на жительство в Шанхай.

#### Альтернативная версия
В 2017 году старший научный сотрудник НИИ Военной академии Генерального штаба Вооруженных сил РФ Владимир Марковчин заявил, что, согласно рассекреченным документам, Зайцев после прибытия в СССР стал сотрудничать с ОГПУ в проведении операции по уводу из Шанхая в СССР кораблей военной эскадры Колчака. Эта операция была успешно проведена.
По мнению Марковчина, арест Зайцева был всего лишь инсценировкой, так же как и побег из ссылки в Китай, а в действительности Зайцев был послан в Китай как агент советской разведки.
В том же году данная версия была опровергнута биографом Зайцева д.и.н. Андреем Ганиным в специальной статье как не соответствующая цитируемым документам. Согласно Ганину, генерал Зайцев принял решение о борьбе с большевизмом «изнутри», внедрившись в руководящий состав Красной Армии.

### Китайский период жизни
С 1929 года Иван Матвеевич Зайцев жил в Шанхае, активно занимался публицистикой и написанием книг. Так, в мае 1931 года им была написана и выпущена в свет книга воспоминаний «Соловки» о времени, проведённом в лагере на Соловках.
Его жизнь в Шанхае была крайне осложнена крайне враждебным отношением части русской общественности, проживающей в Шанхае. 15 июня 1930 года И. М. Зайцев попытался связаться с начальником отдела Русского общевоинского союза (РОВС) в Шанхае генерал-лейтенантом М. К. Дитерихсом и подал на его имя рапорт об истинных целях своей поездки в СССР, однако Дитерихс сообщил ему «о пропаже рапорта с документами». Таким образом, для И. М. Зайцева стало практически невозможным добиться своей официальной реабилитации.
По распоряжению руководящего центра Российской всенародной партии националистов был назначен начальником её Дальневосточного отдела. 22 ноября 1934 года Иван Матвеевич Зайцев покончил жизнь самоубийством через повешение.
8 октября 1993 года был посмертно реабилитирован.

## Семья
Супруга — Зайцева (Метнёва) Александра Семёновна. Детей у супругов не было.

## Награды
- Орден Святого Станислава 3 степени
- Орден Святой Анны 3 степени
- Орден Святого Станислава 2 степени с мечами
- Орден Святой Анны 2 степени с мечами
- Орден Святого Владимира 4 степени с мечами и бантом
- Орден Святого Георгия 4-й степени.
- Георгиевское оружие

## Произведения
- И. М. Зайцев Керим-Али. Священная война в Туркестане. — Утро Сибири (Челябинск), N 092/1919 г.
- И. М. Зайцев Из недавнего прошлого. — Соловецкие острова, N 4/1925 г.
- И. М. Зайцев СОЛОВКИ. Коммунистическая каторга или место пыток и смерти. — Шанхай, издательство «Слово», 1931. — 165 с. pdf
- И. М. Зайцев Четыре года в стране смерти. — Шанхай, 1936. — 144 с. pdf